# Come sei bella (Massimo Di Cataldo)
Come sei bella è un brano musicale del cantautore italiano Massimo Di Cataldo, pubblicato nel 1999.

## Il brano
Con questo brano il cantautore partecipò al Festival di Sanremo 1999, arrivando 14º ed ultimo in classifica. Nonostante questo risultato la canzone si rivelò un successo, ottenendo il record di programmazione in radio di quel periodo. È stata poi inserita nell'album Dieci.

## Video musicale
Il video della canzone è stato firmato dalla regia di Matteo Pellegrini.

## Tracce
1. Come sei bella – 4:46
2. Come sei bella (Versione strumentale) – 4:46

## Classifiche
| Classifica (1999) | Posizione massima |
| ----------------- | ----------------- |
| Italia            | 20                |